# Cetelem
Cetelem este o companie furnizoare de credite de consum..ă a grupului financiar francez BNP Paribas și numărul unu pe piața de profil din Europa Continentală.
Cu peste 18.000 de angajați și cu o experiență de peste 50 de ani în domeniu, Cetelem este prezentă pe piața creditelor de consum în 26 de țări, printre care Franța, Spania, Italia și Germania.
În mai 2005, Cetelem a preluat compania furnizoare de credite Credisson International din România, care în urma achiziției a devenit Cetelem IFN.
Cetelem SA (actuala BNP Paribas personal Finance ) este filiala furnizoare de credite de consum a grupului financiar francez BNP Paribas și numărul 1 în furnizarea de credite de consum în Europa Continentală. Cu o experiență de peste 50 de ani în domeniu și peste 28.000 de angajați, Cetelem a reușit să pătrundă cu succes pe piața creditelor de consum din 30 de țări pe 4 continente.
În România, Cetelem IFN SA este lider pe piața creditelor de consum, beneficiind de experiența de peste 50 de ani a grupului financiar francez BNP Paribas Personal Finance. În afara creditelor de consum în magazine, Cetelem IFN oferă clienților săi carduri de credit sub sigla MasterCard, credite auto și credite de nevoi personale cu acordare prin telefon sau Internet.
Cetelem este prezentă la nivel mondial în: Franța, Rep. Cehă, Ungaria, Polonia, Turcia, Slovacia, România, Serbia, Portugalia, Spania, Italia, Mexic, Maroc, Brazilia, Argentina, Ucraina, Rusia, Olanda, Anglia, Germania, Bulgaria, Algeria, China, Danemarca, Belgia, Luxemburg, India și Norvegia.
Încă de la intrarea pe piață, în 1950, Cetelem a realizat importanța dezvoltării întreprinderilor mici și mijlocii și a susținut extinderea liniei de business cu credite auto. În 1973 a lansat pentru publicul larg programul de credite de nevoi personale.
Pentru a veni în întâmpinarea nevoilor clienților și pentru a le facilita accesul la credite, Cetelem a introdus în 1985 primul card de credit multi-brand - cardul Aurore/Aura, deținut în prezent de peste 20 milioane de clienți.
Societatea acordă o importanță deosebită partenerilor strategici, semnând încă din anii '80 acorduri de parteneriat cu Carrefour (1985), Coforama (1987), Bred, BPOA (1988) și Group Ama (1989). După 1990, au fost incluse în această strategie băncile și societățile de asigurare. În perioada 1990 și 2000, Cetelem a încheiat noi acorduri de colaborare, printre care figurează: Caisses d'Epargne, Axa, But, Boulanger, Ikea, EDF, Dell, Dresdner Bank, KBC, K Bank, Visa și MasterCard.
În 2008 se lansează oficial BNP Paribas Personal Finance, care a luat naștere prin fuziunea societăților Cetelem și UCB, referință europeană în creditul imobiliar, pozitionându-se ca lider în finanțarea persoanelor fizice.Viziunea BNP Paribas Personal Finance este construită pe încrederea noastră că procesul de creditare este un serviciu necesar și util atunci când este dezvoltat responsabil.
- La nivel personal, creditul este util deoarece ajută milioane de clienți să-și pună planurile în aplicare și să se integreze în societate.
- La nivel economic și comunitar, creditul este necesar pentru că încurajează creșterea și rata angajărilor, accelerează rata dezvoltării țărilor emergente.

Ca un rezultat, din această viziune derivă promisiunea pentru clienții noștri - "Viitor pentru proiectele tale". Această promisiune cristalizează semnificația serviciului pe care îl construim pentru clienți prin:
- Oferirea celor mai bune produse la cel mai bun preț.
- Prezența noastră la cele mai importante momente ale unei achiziții
- Consultanță pe termen lung oferită clienților.

Cetelem a integrat în strategia sa de business conceptul de responsabilitate socială corporatistă, ceea ce înseamnă că obținerea succesului economic se face într-o manieră etică, cu respect față de oameni, de comunități și mediu. În 1992 a luat ființă Fundația Cetelem, organizație care își propune să ofere training și asistență studenților și tinerilor cercetători. Fundația Cetelem facilitează de asemenea dialogul dintre mediul de afaceri și cel academic.
În cadrul grupului BNP Paribas, BNP Paribas Personal Finance este specialistul în finanțarea persoanelor fizice, prin acordarea de credite de consum și credite imobiliare. Cu peste 29 000 de angajați în 30 de țări pe 4 continente, BNP Paribas Personal Finance se poziționează ca numărul 1, atât în Franța, cât și la nivel  european.
BNP Paribas Personal Finance acoperă întreaga gamă de produse de creditare, cunoscute publicului în principal sub marca Cetelem. Produsele de creditare pot fi accesate fie în spațiile de vânzare - magazine, showroom-uri auto -, fie prin intermediul altor parteneri - societăți de brokeraj, agenții imobiliare, parteneri afiliați -, fie direct în agenții sau prin Internet.
În paralel, BNP Paribas Personal Finance a conferit relațiilor de parteneriat valențele unei activități de sine stătătoare, bazată pe experiența și know-how-ul acumulate în oferirea de soluții de creditare integrate și adaptate activității și strategiei comerciale ale partenerilor. Astfel BNP Paribas Personal Finance a devenit partenerul principal atât pentru societăți comerciale din întreaga lume, cât și pentru  bănci și societăți de asigurare.
De asemenea, este principalul promotor al creditului responsabil®
Cetelem în lume
- Marca a BNP Paribas Personal Finance, lider european în domeniul creditelor de consum
- Experiență de peste 60 de ani în domeniu
- Prezent în 30 de țări, peste 20 000 angajați
- Promotor al creditării responsabile și al educației financiare

Cetelem în România  
- Lider pe piața creditelor de consum din România
- În top 3 pe piața cardurilor de credit
- Peste 1,5 milioane de clienți
- Peste 2500 de puncte de lucru, în 300 de orașe

Servicii de creditare
Cetelem oferă persoanelor fizice soluții intergrate de creditare:
- Carduri de credit
- Credit pentru achiziția de bunuri
- Credit de nevoi persoane prin telefon sau internet
- Credit online în magazine virtuale
- Credit auto

Avantaje Cetelem
- Accesibil – oricând și de oriunde, prin telefon și internet sau în magazine
- Rapid - pre-aprobare în 10 minute
- Simplu - documentație minimă
- Responsabil – evită supra- îndatorarea

Istoric al Cetelem IFN SA, lider în piața românească a creditului de consum:
4 aprilie 2003 - lansarea oficială a Credisson International prin desprinderea din Flanco. Credisson International este prima companie din România specializată în intermedierea și acordarea de credite de consum
mai 2005 - ca o recunoaștere a activității susținute din ultimii 2 ani și a rezultatelor excelente, Credisson International este achiziționată integral de Cetelem, divizia de credite de consum a BNP Paribas.
mai 2006 - la un an după preluarea de catre Cetelem, compania adoptă identitatea vizuală a acesteia și operează în toată rețeaua sa sub denumirea comercială și marca Cetelem .
28 iulie 2006 - ca parte a campaniei de rebranding lansată în mai 2006, numele de înregistrare al societății Credisson International SRL a fost schimbat în Cetelem IFN SA .
septembrie 2006 - Cetelem IFN SA lansează cardurile de credit MasterCard
1 ianuarie 2007 - Cetelem IFN SA lansează Creditul de Nevoi Personale
1 iunie 2007 - Cetelem IFN SA lansează creditul Auto
17 ianuarie 2008 -  Cetelem IFN SA lansează creditul online C-net
17 decembrie 2010 - Cetelem IFN SA introduce în portofoliul de produse asigurările tip RCA și PAD .
2012 - Cetelem demarează emiterea cardurilor de credit cu facilitatea Contactless
Decembrie 2013 - Cetelem lansează platforma de e-banking "Client Cetelem"